# António de Assis Júnior
António de Assis Júnior (* 13. März 1877 in Golungo Alto, Portugiesisch-Angola; † 27. Mai 1960 in Lissabon, Portugal) war ein angolanischer bzw. portugiesischer Journalist, Romancier und Anwalt. Assis gilt als eine der wichtigsten literarischen Stimmen um die Wende des 20. Jahrhunderts in Portugiesisch-Angola.

## Leben
António de Assis Júnior wurde am 13. März 1877 in Golungo Alto geboren, einer Kleinstadt im Norden der damaligen portugiesischen Kolonie Angola.
Als Anwalt beriet Assis vor allem die lokale Bevölkerung, um diese vor Ausbeutung und Enteignung durch die portugiesischen Siedler zu schützen, und erhielt schnell den Beinamen „der Anwalt der Indigenen“. 1917 wurde Assis in Dala Tando kurzzeitig verhaftet, da ihm vorgeworfen wurde die indigene Bevölkerung zu einer Revolte gegen die Kolonialverwaltung aufzustacheln. Er entkam nur knapp einer Deportation.

### Schriftstellerisches Wirken
Als Journalist und Romancier warb er vor allem für politische und soziale Reformen in der Kolonie und setzte sich gleichzeitig gegen Zwangsarbeit und Missbrauch ein. Assis gilt als der erste angolanische schwarze bzw. mestiço-Romancier. Nadine Siegert zählt Assis zur „alten kreolischen Elite“, die eine wichtige Rolle als kulturelle Avantgarde spielte, und das Verfassen von Literatur zu jener Zeit des frühen Nationalismus als politische Verpflichtung sah. Hauptziel, so Siegert, war die Aufwertung der Vergangenheit und ein Einbezug der durch orale Überlieferung übermittelten Geschichte.
Sein Roman O Segredo da Morta (Das Geheimnis der Toten), veröffentlicht 1934, beschreibt Rassenkonflikte und Fragen der Assimilation im Angola der 1890er Jahre. Der Roman trägt den Untertitel Romance de Costumes Angolanos, um zu verdeutlichen, dass es tatsächlich um die angolanische Lebensrealität (und nicht die der portugiesischen Kolonialisten) ginge. In dem Werk führt Assis, so Russel G. Hamilton, zahlreiche lokale kulturelle Referenzen der Regionen Luanda, Sengue und Dondo an. Des Weiteren nutze er zahlreiche Worte und Redewendungen des Kimbundu. Durch die Verknüpfung von mündlich tradiertem Wissen und dessen Verschriftlichung zeige der Roman eindrücklich die einsetzende Moderne sowie kulturelle und soziale Entwicklungen in Angola, die zu einer veränderten Lebensrealität der lokalen Bevölkerung führe.
Neben seiner umfangreichen journalistischen Tätigkeit, veröffentlichte Assis zudem ein Wörterbuch Portugiesisch/Kimbundu sowie 1917 ein Werk namens Relato dos Acontencimentos de Ndalatando e Lucala, in dem er die zunehmende Härte des portugiesischen Kolonialregimes beschreibt.

### Politischer Aktivismus
Als politischer Aktivist gründete Assis die Liga Angola, Teil der Liga Nacional Africa, einen Verein zur Stärkung der angolanischen Identität. Der damalige Gouverneur Angolas, Norton de Matos, ließ den Verein verbieten und Assis mit weiteren Mitstreitenden abschieben. Weitere Unabhängigkeitsaktivisten gingen daraufhin in den Untergrund, eine ähnliche Organisation entstand erneut 1929–30 unter dem Namen Liga Nacional Africa.
Aufgrund seiner zahlreichen Veröffentlichungen und dem damit verbundenen Engagement entschied die portugiesische Kolonialverwaltung Assis zu verhaften und in die Metropole, nach Portugal, abzuschieben. Dort starb Assis Júnior am 27. Mai 1960.